# Влахерна (Константинопол)
 Тази статия е за квартал в Константинопол.  За селото в Гърция вижте Влахерна.  
Влахе́рна е северозападно предградие на Константинопол, прочуто от времето на Юстиниан I с известната църква „Св. Богородица Влахернска“ при Влахернския дворец, в която през 910 г. Света Богородица се явява на вярващите. В памет на събитието православната църква от XII век отбелязва празника Покров Богородичен.
При разширяването на градските крепостни стени през 627 г. районът влиза в състава на града. Тук се е намирал Големият Влахернски дворец, който от 1081 г. става основна резиденция на византийските императори. Йоан Кантакузин е коронясан в дворцовата църква. В 1453 г. турците нахлуват в Константинопол, след като пробиват крепостните стени в квартал Влахерна.
До наши дни са запазени развалини от по-новия Малък Влахернски дворец, известен и като Двореца Порфирогенет. Восъчната релефна икона на Влахернската Богородица (на гръцки: Θεοτόκος των Βλαχερνών) (вероятно от VII век) е изнесена от двореца и пренесена в Русия, а днес се намира в Третяковската галерия.